# Sagina
Genre

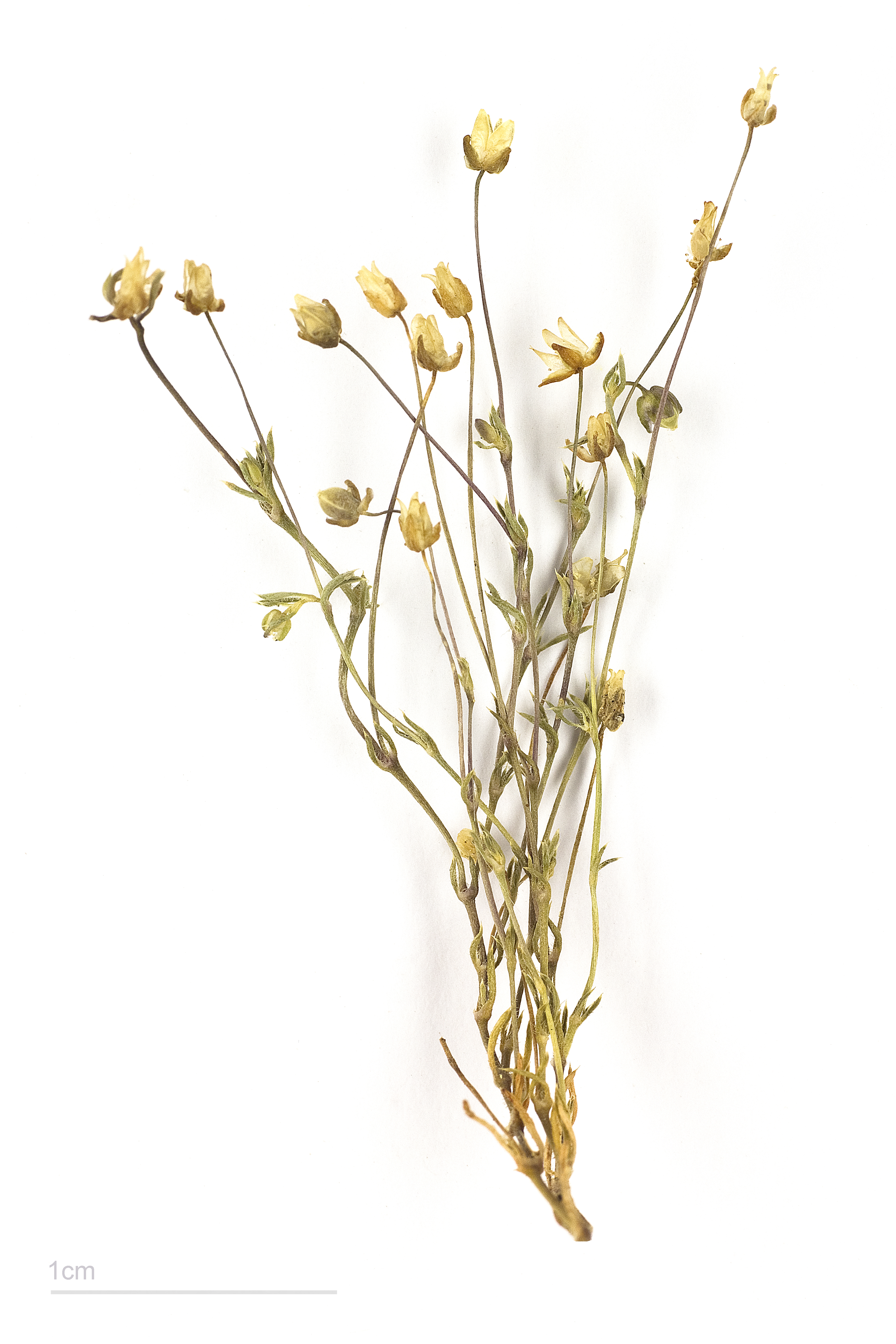
Sagina apetala - Muséum d'histoire naturelle de Toulouse

Sagina (les Sagines), est un genre de plantes à fleurs de la famille des Caryophyllaceae ; il compte entre vingt et trente espèces.

## Phytonymie
Le nom de genre vient du latin sagina, « plante nourrissante », en référence à la tradition qui associe la plante à l'engraissement du bétail consommant certaines sagines.

## Habitat
Les sagines sont originaires des zones tempérées de l'hémisphère nord et se rencontrent aussi dans les régions tropicales situées à haute altitude.

## Caractéristiques
Les sagines sont des espèces herbacées pérennes ou annuelles, dressées ou couchées et entre cinq et quinze centimètres de longueur. Les feuilles sont opposées et mesurent entre cinq et vingt millimètres de longueur. Les fleurs sont solitaires ou groupées en petites inflorescences et produisent des fruits qui contiennent quelques graines chacun.

## Liste d'espèces
Selon ITIS (19 mars 2016) :
- Sagina apetala Ard.
- Sagina caespitosa (J. Vahl) Lange
- Sagina decumbens (Ell.) Torr. & Gray
- Sagina japonica (Sw.) Ohwi
- Sagina maritima G. Don
- Sagina maxima Gray
- Sagina nivalis (Lindbl.) Fries
- Sagina nodosa (L.) Fenzl
- Sagina procumbens L.
- Sagina saginoides (L.) Karst.
- Sagina subulata (Sw.) K. Presl